# Peng Shimeng
Dans ce nom chinois, le nom de famille, Peng, précède le nom personnel.
Peng Shimeng (chinois : 彭诗梦) née le 12 mai 1998, est une footballeuse chinoise, qui évolue au poste de gardienne de but. Elle joue dans l'équipe nationale pour la Coupe du monde féminine de 2019. 